# Oleksandr Jakymenko

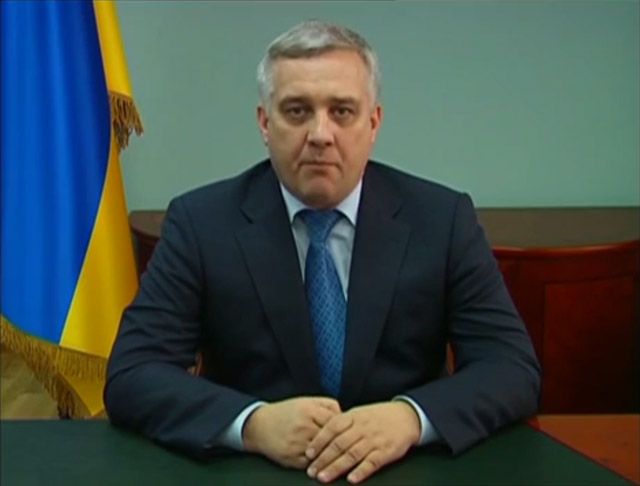
Oleksandr Jakymenko

Oleksandr Hryhorowytsch Jakymenko (ukrainisch Олександр Григорович Якименко; * 22. Dezember 1964 in Keila) ist ein ehemaliger ukrainischer Beamter sowie ex-Leiter des Sicherheitsdienstes der Ukraine.
Am 22. Februar 2014 setzte das ukrainische Parlament einen parlamentarischen Kommissar ein, um die SBU-Aktivitäten zu überprüfen. Walentyn Nalywajtschenko erklärte am Tag darauf, dass die gesamte Führung des Sicherheitsdienstes der Ukraine zurückgetreten ist. Am 24. Februar 2014 entließ das ukrainische Parlament Jakymenko offiziell von seinen Pflichten als Direktor des Sicherheitsdienstes der Ukraine und ernannte auf Vorschlag des amtierenden Präsidenten der Ukraine Walentyn Nalywajtschenko an seiner Stelle.
Am 6. März 2014 veröffentlichte der Rat der Europäischen Union mit seiner Verordnung (EU) Nr. 208/2014 vom 5. März 2014 die Liste der 18 Personen, darunter Jakymenko, deren Gelder und wirtschaftliche Ressourcen die EU zur Stärkung und Unterstützung der Rechtsstaatlichkeit in der Ukraine für zunächst ein Jahr einfriere. Diese Maßnahme zur Sicherung der Einziehung von Vermögenswerten der Personen, die als verantwortlich für Veruntreuung von staatlichem Vermögen der Ukraine identifiziert werden, richtete sich gegen den gestürzten Präsidenten Wiktor Janukowytsch, seine Söhne, einige Ex-Minister, hohe Beamte und mit ihnen verbundene Personen. Begründet wurde das mit in der Ukraine laufenden Ermittlungen gegen sie wegen Beteiligung an der Veruntreuung öffentlicher Gelder und ihres illegalen Transfers ins Ausland.
Wenige Tage nach der ukrainischen Revolution im Februar 2014 (siehe Euromaidan) tauchte Jakymenko mit etwa 15 ehemaligen SBU-Spitzenfunktionären in Russland auf. Jakymenko ist in der Ukraine Gegenstand strafrechtlicher Verfolgung zur Untersuchung von Straftaten im Zusammenhang mit der Veruntreuung öffentlicher Gelder der Ukraine und des illegalen Transfers dieser Gelder in das Ausland. Er wird von der Generalstaatsanwaltschaft der Ukraine gesucht und hält sich vermutlich in Russland versteckt.